# 1. Jahrhundert
Portal Geschichte | Portal Biografien | Aktuelle Ereignisse | Jahreskalender | Tagesartikel

◄ |
2. Jh. v. Chr. |
1. Jh. v. Chr. |
1. Jahrhundert
| 2. Jh.
| 3. Jh.
| ►

0er |
10er |
20er |
30er |
40er |
50er |
60er |
70er |
80er |
90er

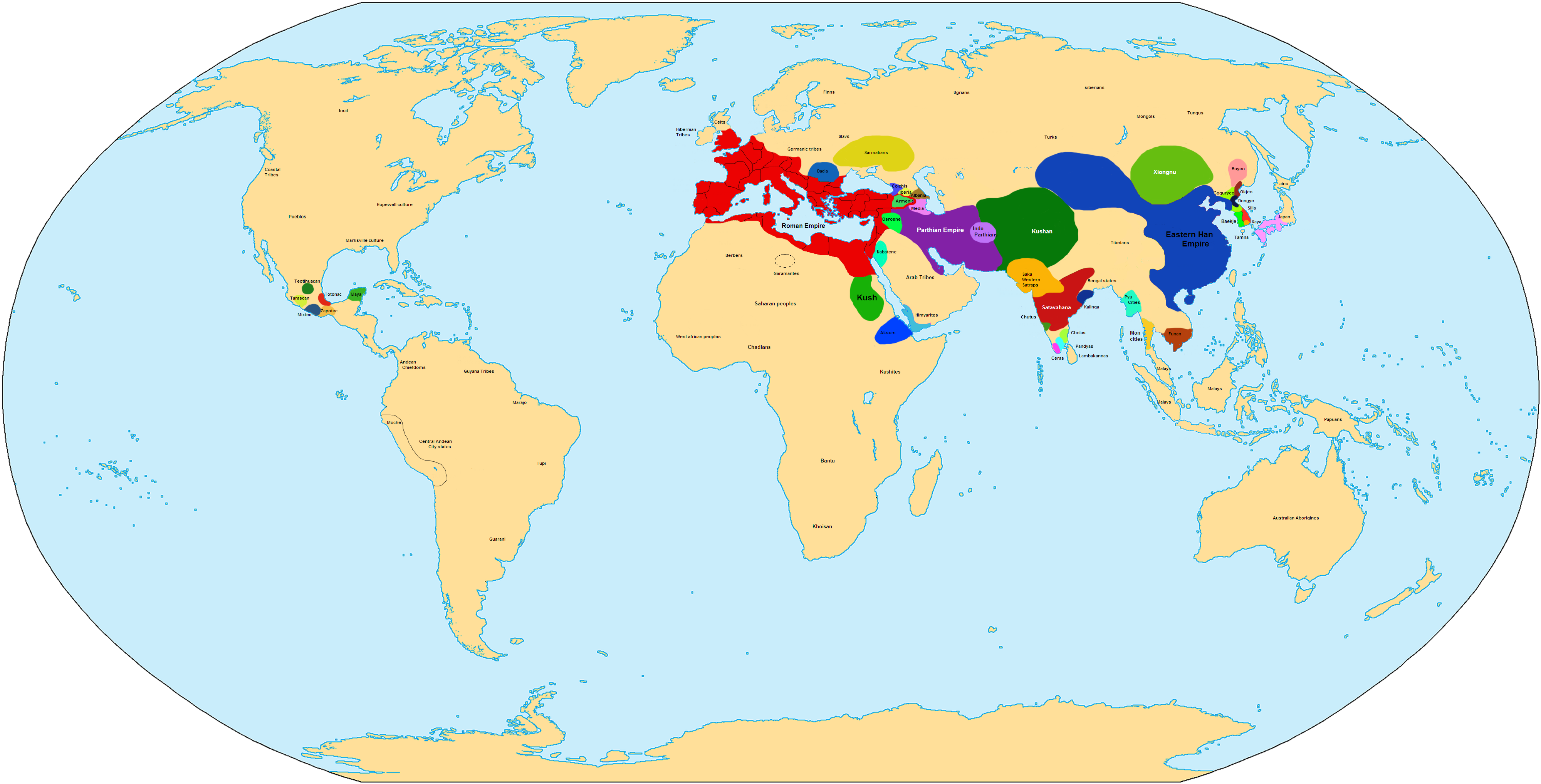
Globale territoriale Situation im 1. Jahrhundert

Das 1. Jahrhundert begann am 1. Januar 1 und endete am 31. Dezember 100.

## Zeitalter/Epoche
Das 1. Jahrhundert zählt im Mittelmeerraum zur Epoche der Antike.
- In Judäa beginnt Jesus von Nazaret mit seinem Wirken.
- Das mit immer prächtigeren Marmorbauten ausgestattete Rom beherbergt erstmals über eine Million Einwohner. Das Römische Reich umfasst nun alle an das Mittelmeer angrenzenden Länder Europas, Nordafrikas und Vorderasiens; auch Germanien und die Britischen Inseln sind teilweise erobert.
- In Indien regieren die Shatavahana vier Jahrhunderte, von etwa 230 v. Chr. bis um 220 n. Chr., über das zentralindische Hochland des Dekkan. Im Nordwesten lag das Imperium Kuschana; es war ein Reich in Zentralasien und Nordindien, das bei seiner größten Ausdehnung – etwa zwischen 100 und 250 n. Chr. vom Gebiet des heutigen Staates Tadschikistan zum Kaspischen Meer und vom Gebiet des heutigen Afghanistan bis hinunter ins Industal und das Ganges-Yamuna-Zweistromland reichte.
- Chinas Macht verfällt unter Wang Mangs Xin-Dynastie. Liu Xiu erklärt sich zum Kaiser der Han-Dynastie und vereint China erneut. Er und seine Nachfolger drängen Chinas westliche Nachbarn bis zum Kaspischen Meer zurück. Durch diese offensive Expansionspolitik wird das junge, instabile Reich nach außen bedeutend geschwächt. Unter Kaiser Guangwus Nachfolgern wird der zunehmende Einfluss der Eunuchen- und Kaiserinnen-Clans bemerkbar.

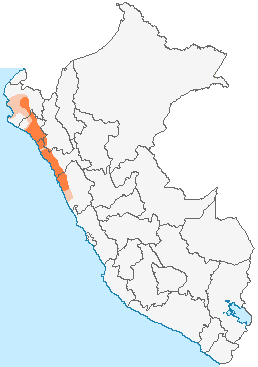
Das Verbreitungsgebiet der Mochica-Kultur in Peru

- In Südamerika taucht die Moche-Kultur auf, die über ein hochentwickeltes Handwerk verfügt mit Metallverarbeitung (Kupfer, Gold, Silber) und Keramik mit vielfach erotischen Motiven. Die Mochica betreiben Ackerbau mit weitverzweigten Bewässerungsnetzen und Guanodüngung (Mais, Bohnen). Zur Mochica-Kultur gehören aber auch blutige Opferrituale.

## Ereignisse/Entwicklungen
- Varusschlacht (9)
- Schlacht von Idistaviso (16)
- Britannischer Krieg (43–50), römische Heere tragen trotz des erbitterten Widerstandes der Einwohner in Britannien den Sieg davon und dringen bis zum Fluss Humber vor.
- Die Juden wagen den völlig aussichtslosen Kampf um die Unabhängigkeit von Judäa (66–70). Der Aufstand wird von den römischen Besatzern niedergeschlagen und endet mit der totalen Zerstörung Jerusalems.
- Bataveraufstand (69-70), Revolte der germanischen Bataver und weiterer germanischer und keltischer Stämme gegen die römische Herrschaft in Niedergermanien
- Chinesischer Xiongnukrieg (73–91), erfolgreicher Verteidigungskrieg der Chinesen gegen die immer aggressiver nach Innerasien vordringenden Xiongu
- Die Mehrzahl der Bücher des Neuen Testaments der Bibel werden wahrscheinlich verfasst. Sicher im 1. Jahrhundert verfasst sind die authentischen Paulusbriefe, die synoptischen Evangelien und die Apostelgeschichte des Lukas.
- Um 100 n. Chr. gibt es in römischen Weinschenken schon etwa 80 Weinsorten zur Auswahl.

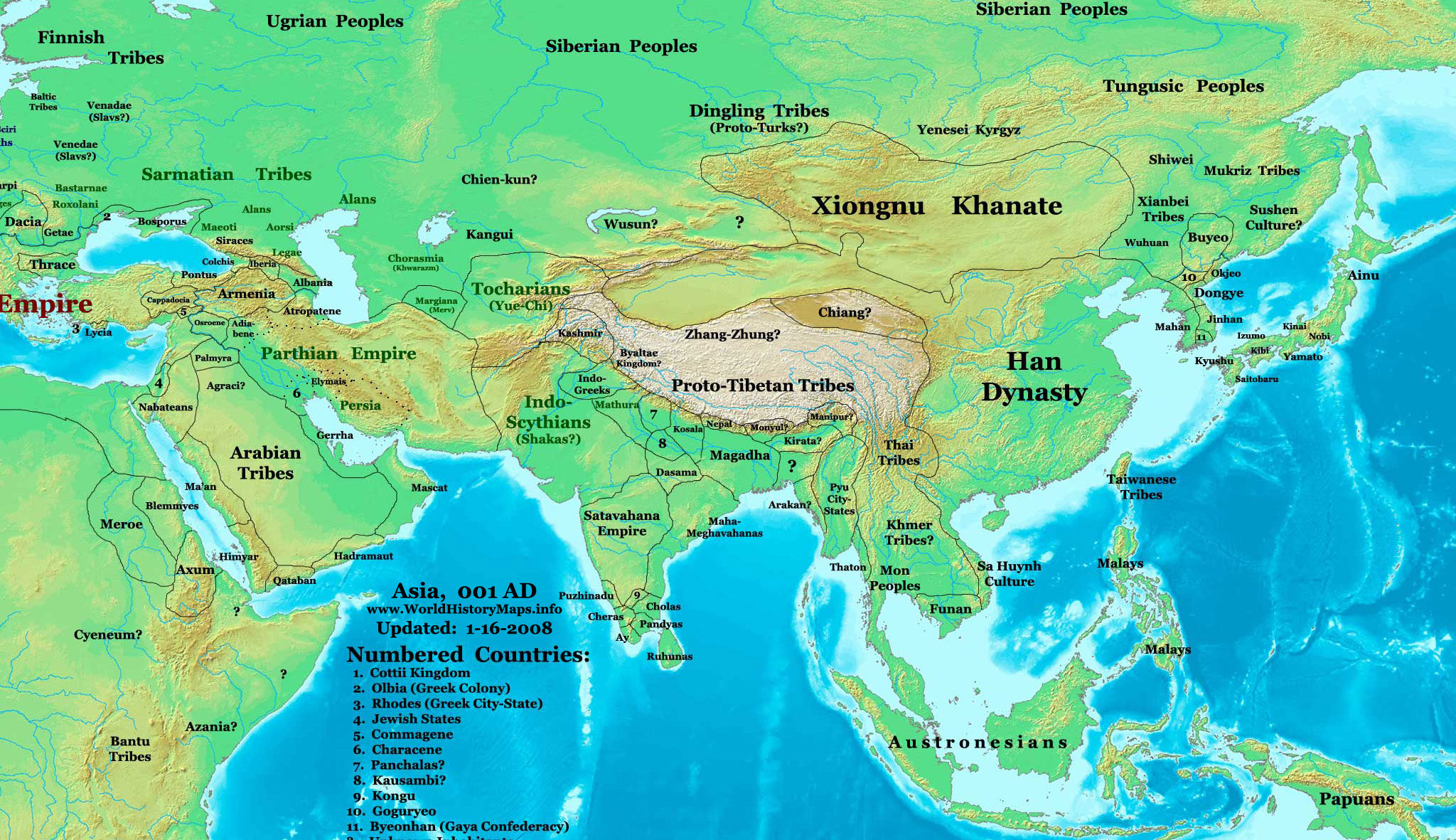
Die territoriale Situation zwischen den Xiongnu und der Han-Dynastie sowie angrenzenden Einflussbereichen im 1. Jahrhundert n. Chr.

## Persönlichkeiten
- Herodes Antipas, Sohn Herodes des Großen. Unterkönig des jüdischen Staates. Gründer der Stadt „Tiberias“. Unternahm nichts gegen die Hinrichtung Jesu und ließ Johannes den Täufer enthaupten.
- Philo, jüdischer Philosoph. Lehrte die vollständige Abhängigkeit des Menschen vom Willen Gottes und erklärte das Alte Testament als ewiges Gesetz Gottes für alle Menschen.
- Marbod, König der germanischen Markomannen. Gründete erstmals ein Germanenreich, welches auf römischen Verwaltungsprinzipien fußte.
- Pontius Pilatus, höchster römischer Richter der Juden. Aufgehetzt durch die jüdischen Priester verurteilte er Jesus zum unehrenhaften Tod am Kreuz.
- Arminius, germanischer Feldherr und Fürst der Cherusker, einigte germanische Stämme gegen die Tributpflicht von Rom, vernichtete drei römische Legionen unter Varus und verteidigte diese Unabhängigkeit erfolgreich gegen ihm entgegengestellte römische Truppen.
- Germanicus, römischer Feldherr. Wirkte ohne durchschlagenden Erfolg in Germanien.
- Claudius, römischer Kaiser. Erneuerte den korrupten Beamtenstab des Hofes vielfach durch ehemalige Sklaven. Verbesserte die sozialen Zustände des Reichs. Ermordet durch seine Frau Agrippina.
- Judas Iskariot, jüdischer Freiheitskämpfer und Verräter von Jesus
- Publius Quinctilius Varus, römischer Feldherr und Politiker
- Natakamani, das nubische Reich von Meroe erlebt seine größte Blütezeit.
- Euphorbus, griechischer Arzt
- Matthäus, jüdischer Apostel und Missionar. Lehrte die Empfängnis Marias durch den Heiligen Geist. Zeichnete die Lehren Jesu auf.
- Johannes der Täufer, Prediger jüdischer Abstammung. Taufte Jesus im Flusse Jordan. Verkünder der baldigen Erscheinung des Messias.
- Jesus von Nazaret, jüdischer Wanderprediger, Religionsstifter.
- Maria, Mutter von Jesus von Nazaret.
- Josef von Nazaret, Bräutigam und späterer Ehemann Marias sowie „Ziehvater“ von Jesus von Nazaret.
- Die zwölf Apostel, Begleiter von Jesus Christus und beauftragt mit der Verkündung des Glaubens
- Johannes der Evangelist, jüdischer Prediger und Apostel. Gilt zusammen mit seinem Bruder Jakobus und Petrus als vertrautester Jünger Jesu und als Verfasser des Johannesevangeliums.
- Maria Magdalena, Begleiterin Jesu und Zeugin der Auferstehung Jesu Christi
- Simon von Cyrene, wurde von einem Trupp römischer Soldaten gezwungen, das Kreuz des zum Tode verurteilten Jesus von Nazaret zu tragen.
- Heilige Drei Könige (auch: Weise aus dem Morgenland), werden durch den Stern von Bethlehem zu der Geburtsstätte von Jesus Christus geführt
- Vespasian, erster römischer Kaiser, der den Namen „Cäsar“ als Ehrentitel annahm.
- Pedanios Dioskurides, griechischer Arzt und Naturforscher. Erforschte die Wirkungsweise von Arzneien und schrieb das Sammelwerk „Von den Heilmitteln“ (De materia medica).
- Lukas der Evangelist, griechischer Arzt, Prediger und Missionar. Begleiter des Paulus. Erster nicht-jüdischer Apostel. Stellte die Lehre von der jungfräulichen Empfängnis Marias auf.
- Plinius der Ältere, römischer Gelehrter. Schuf ein 37-bändiges Sammelwerk der Naturwissenschaften.
- Iulius Civilis, germanischer Freiheitskämpfer. Entfachte einen Aufstand von Germanen, Galliern und Teilen der römischen Legionen gegen Rom.
- Gaius Musonius Rufus, römischer Philosoph. Trat als erster mit der Erklärung an die Öffentlichkeit, dass Frauen mit derselben Vernunft und Sittlichkeit ausgestattet seien wie Männer.

- Nero, römischer Kaiser. Tötete Mutter und Ehefrau. Ordnete die erste Christenverfolgung an, galt aber auch als Förderer der Künste.
- Flavius Josephus, jüdischer Geschichtsschreiber
- Titus, römischer Kaiser. Schlug den jüdischen Aufstand nieder, woran der nach ihm benannte Triumphbogen (Titusbogen) erinnert.
- Plutarch, griechischer Philosoph und Schriftsteller
- Cai Lun (Tsai Lun), chinesischer Forscher. Erfinder des Papiers.
- Domitian, römischer Kaiser. Ließ einen Grenzwall (Limes) zu Germanien erbauen. Verfolgte Forscher und Philosophen und später willkürlich auch angesehene römische Bürger. Wurde ermordet.
- Epiktet, griechischer Philosoph (Stoiker). Forderte Nächsten- und Feindesliebe, moralisches Handeln und Verzicht auf materielle Güter. Lehnte das Christentum ab.
- Tacitus, römischer Geschichtsschreiber und Staatsmann
- Apollodor von Damaskus, römischer Architekt. Schuf, neben vielen weiteren Bauwerken, mit dem „Trajansforum“ eines der bedeutendsten Bauwerke des Altertums.
- Juvenal, römischer Dichter und Kämpfer gegen gesellschaftliche Ungleichstellung, Ausbeutung und Unterdrückung, sowie religiösen Fanatismus.
- Decebalus, der letzte König von Dakien

Einige der aufgelisteten Persönlichkeiten wurden schon gegen Ende des vergangenen Jahrhunderts geboren und werden dennoch hier aufgeführt. Andere wiederum wurden zwar in diesem Jahrhundert geboren, werden aber erst im nächsten Jahrhundert aufgeführt. Dies rührt daher, dass es als Kriterium für die Aufnahme nicht entscheidend war, ob das Geburtsjahr in dieses Jahrhundert fällt, sondern ob das hauptsächliche Werk und Wirken der Person in diesem Jahrhundert stattfand. Freilich ist eine klare Abgrenzung dieser Art nicht immer möglich.

## Erfindungen und Entdeckungen
- Zu Beginn des 1. Jahrhunderts werden in Rom erstmals Fenster aus rohem Glas gebräuchlich.
- In Rom werden um das Jahr 17 aus einzelnen Kupferdrähten geflochtene stabile Drahtseile hergestellt.
- In Rom werden Operationsbestecke mit mehr als 100 Einzel-Instrumenten eingesetzt.
- Um das Jahr 52 wird in Italien ein 5,6 km langer Entwässerungstunnel zur Ableitung des Wassers aus dem Fuciner See durch den Monte Salviano getrieben.
- Um die Mitte des 1. Jahrhunderts kommen in Rom neben den bisher üblichen Truhen erstmals Schränke in Gebrauch.
- Zweite Hälfte des 1. Jahrhunderts: die erste Hängebrücke aus eisernen Ketten wird in China errichtet.
- In Rom wird das Schloss für Schlüssel mit Bärten erfunden.
- Mit dem Ausgang des 1. Jahrhunderts kommen die ersten Glasspiegel in Gebrauch: hinter einer Glasplatte wird dünn ausgewalzte Zinnfolie als reflektierende Fläche angebracht. Die Glasspiegel verdrängen bald die bisher verwendeten Spiegel aus poliertem Metall.

## Sonstiges
- Die im Mittelmeerraum begehrte Arznei- und Gewürzpflanze Silphium stirbt infolge Raubbaus aus.
- Die durchschnittliche Lebenserwartung beträgt circa 40 Jahre.